# Garczyn (jezioro)
Garczyn (kasz. Garczińsczé Jezoro) – jezioro rynnowe w mezoregionie Bory Tucholskie (powiat kościerski, województwo pomorskie). 

## Charakterystyka
Powierzchnia całkowita jeziora wynosi 113,4 ha. Garczyn jest jeziorem rynnowym leżącym na zachód od Kościerzyny w sąsiedztwie linii kolejowej Kościerzyna – Lipusz (stacja Garczyn) i drogi krajowej nr 20 ze Stargardu do Gdyni. Tradycje ruchu obozowego i wodniackiego na jeziorze Garczyn sięgają początku lat 30. XX wieku. Jezioro jest połączone wąskim przesmykiem z Jeziorem Wieprznickim. Z jeziora wypływa rzeka Graniczna stanowiąca część szlaku wodnego Graniczna-Trzebiocha. Prowadzi tędy również turystyczny Szlak Kaszubski.
Na jeziorze istnieje tzw. „Czarcia Wyspa”, gdzie przed 1933 zorganizowano międzynarodowy zlot skautów morskich.